# Maddalena penitente (Canova, Genova)

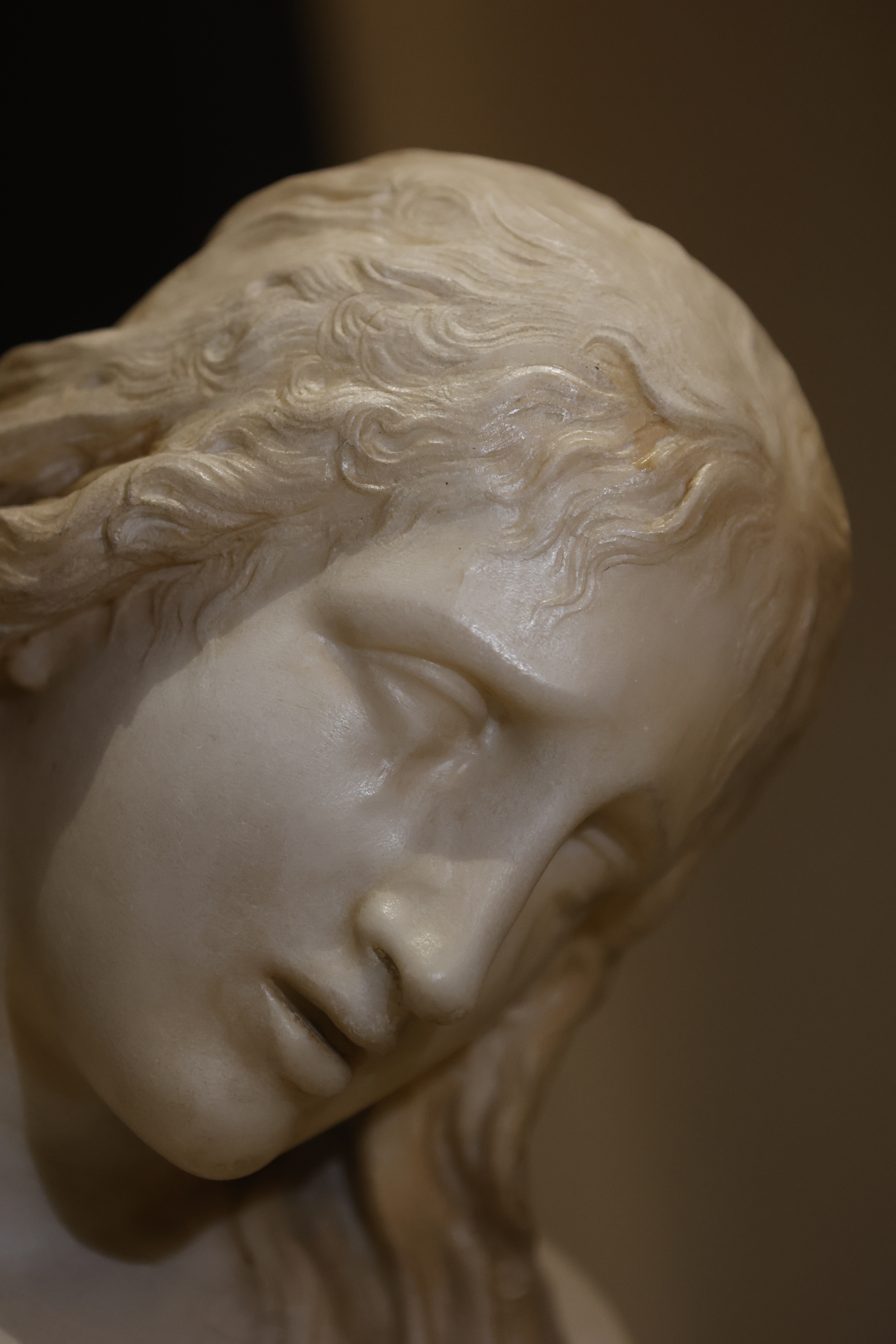
Particolare del volto

La Maddalena penitente è una scultura in marmo, alta circa 90 cm, realizzata dallo scultore veneziano Antonio Canova. Terminata nel 1796, è considerata uno dei capolavori della prima maturità dell’artista: sul teatro del basamento reca la segnatura Canova Roma 1796 che ne certifica autore e data. Fu commissionata a Canova dall'amico nonché amministratore dei suoi beni finanziari e immobiliari in Veneto, il bassanese Tiberio Roberti.

## Storia
La scultura fu preceduta da un disegno del taccuino bassanese e da due bozzetti, uno in terra cruda, ora nelle collezioni dei Musei civici di Venezia, e uno in terracotta, ancora nella raccolta canoviana dei Musei di Bassano del Grappa, e da un modello in gesso, identificato con una scultura nei Musei civici di Padova. 
Nell'aprile del 1794 la scultura era in lavorazione e fu terminata nel 1796. Nel 1797, l'iniziale committente della scultura, il conte Roberti, fu costretto a rinunciare all'acquisto a causa delle difficoltà economiche derivanti dalle campagne napoleoniche nelle terre venete. A quel punto, il critico veneziano Francesco Milizia si adoperò per trovare un nuovo acquirente. La sua ricerca ebbe successo e individuò Giovanni Priuli, uditore nazionale veneziano presso il Tribunale della Sacra Rota. Priuli divenne virtualmente proprietario della scultura prima del giugno 1797, ma non poté mai entrarne in possesso . 
Negli anni del Direttorio la scultura fu acquistata per il doppio della cifra inizialmente preventivata da Jean-François Julliot, uomo di grandi ricchezze ottenute dalle forniture paramilitari durante le campagne napoleoniche d’Italia e d’Egitto. Rappresentante a Roma della Repubblica Cisalpina, Juliot portò la Maddalena a Parigi, e fu la prima opera di Canova a raggiungere la capitale francese. 
In seguito venne ceduta al collezionista milanese Giovanni Battista Sommariva che trasportò l'opera a Milano; qui venne venduta al marchese Aguado nel 1839, tornando ancora una volta a Parigi. Alla morte di quest’ultimo, di poco successiva, venne acquistata per 59.000 franchi da Raffaele De Ferrari, duca di Galliera, e collocata nella sua dimora parigina: l'Hôtel de Matignon. Infine venne donata con il resto della collezione alla città di Genova nel 1889 per legato della vedova, la Duchessa Maria Brignole-Sale. Da quel momento è conservata a Palazzo Doria-Tursi dei Musei di Strada Nuova.

## Descrizione
La difficoltosa elaborazione artistica del tema ha portato Canova a realizzarne due bozzetti preparatori con grandi sensibili differenze, e infine alla creazione di una prima versione nel 1809 su commissione del viceré d'Italia Eugenio di Beauharnais che la espose presso il suo palazzo di Monaco di Baviera e che è oggi custodita al Museo dell'Ermitage a San Pietroburgo.
Nell'opera Maria Maddalena è accasciata in ginocchio su di un masso, il busto è piegato, il capo chinato verso sinistra, con gli occhi attraversati da lacrime che ammirano un crocifisso di bronzo dorato, retto dalle braccia aperte e posate sulle gambe. Un panno legato da una corda le copre malamente il corpo, lasciandole scoperti in parte i fianchi e la schiena, sulla quale scendono dei lunghi capelli. Questi ultimi insieme alla carnagione sono ricoperti di una patina giallognola per attenuare il biancore del marmo. Lo scultore ha voluto evidenziare il contrasto tra il fascino di un corpo ancora attraente, espressione della vita e della sensualità, e il suo annientamento nella consapevolezza del peccato e dell'invocazione del perdono divino.
L'opera finale si differenzia dal primo bozzetto per la posizione della testa, prima diritta, ora reclinata; e delle braccia, raccolte in preghiera prima, ora aperte per compassione. Nell'ultima versione invece, del 1805-1809, scompare il crocifisso di bronzo dorato, perché in Francia non era stato condiviso l'utilizzo simultaneo di diversi materiali.
L'artista identifica la protagonista della sua opera con la peccatrice di cui Luca narra nel suo Vangelo, infatti la donna appare come una fedele trascrizione del testo evangelico, ma il vivido contrasto tra la bellezza del corpo e il suo pentimento nell'abbandono alla volontà di Dio è una prova della ricerca del Canova di esaltare l'essere umano.